# Cleebronn
Cleebronn ist eine Gemeinde im Landkreis Heilbronn in Baden-Württemberg. Sie gehört zur Region Heilbronn-Franken und zur Randzone der europäischen Metropolregion Stuttgart.

## Geographie

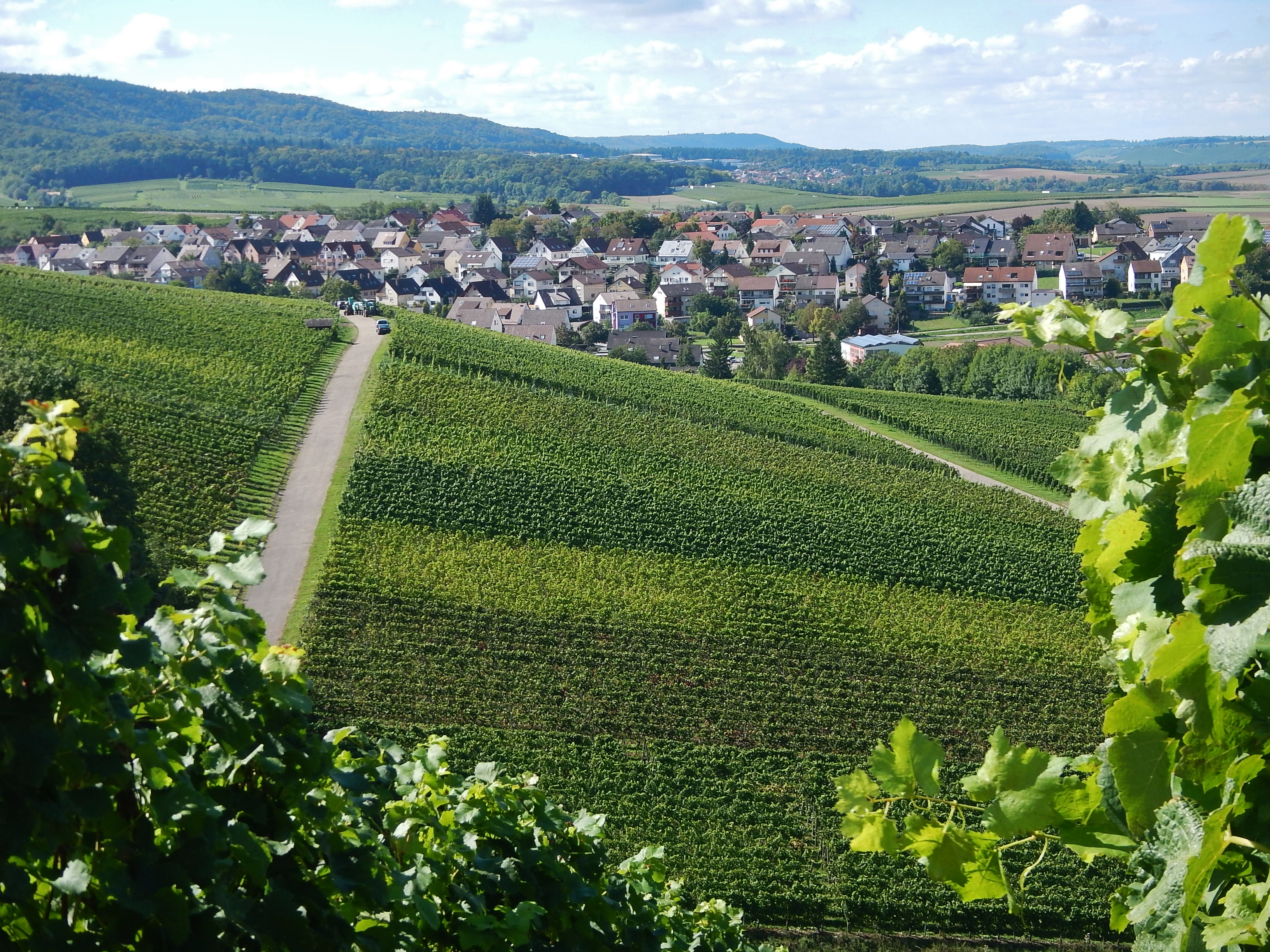
Blick Richtung Cleebronn

### Geographische Lage
Cleebronn liegt im Zabergäu im Süden des Landkreises Heilbronn wenig nördlich vom Kamm des Strombergs auf 260 bis 220 m ü. NN. Das Dorf liegt in der Talmulde und an den unteren Hängen eines Nebentals, durch das nordostwärts der Ruitbach fließt, der weiter talab als Herrenwiesenbach in die Zaber mündet. Einen knappen Kilometer südöstlich der Ortsmitte erhebt sich der 394 m hohe Michaelsberg, Wahrzeichen der Gemeinde und des ganzen Zabergäus. An seinen Hängen wird Weinbau betrieben, der auch die Umgebung prägt.

### Nachbargemeinden
Nachbarkommunen Cleebronns sind (im Uhrzeigersinn, beginnend im Westen): Güglingen, Brackenheim (beide Landkreis Heilbronn), Bönnigheim und Sachsenheim (beide Landkreis Ludwigsburg). Mit Brackenheim ist Cleebronn eine Vereinbarte Verwaltungsgemeinschaft eingegangen.

### Gemeindegliederung
Zu Cleebronn gehören keine weiteren Ortsteile, aber als Orte im geographischen Sinne der Weiler Treffentrill, der Hof Katharinenplaisir, Schloss und Hof Magenheim sowie die Wohnplätze Michaelsberg und Neumagenheim. Abgegangene, nicht mehr bestehende Orte auf Markung Cleebronn sind Balzhof, Nieder-Ramsbach, Ruhenklingen und Tripsdrill bzw. Treffentrill, ein Vorgängerort des heutigen gleichnamigen Weilers.

### Flächenaufteilung
Nach Daten des Statistischen Landesamtes, Stand 2014.

## Geschichte

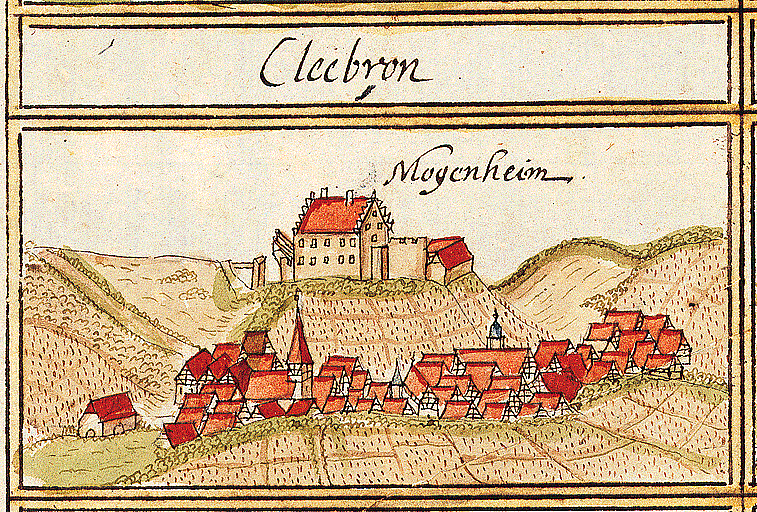
Cleebronn mit Schloss Magenheim in den Forstlagerbüchern Andreas Kiesers (1684)

### Mittelalter
Cleebronn wurde unter dem Namen Kleberen erstmals im Jahre 1279 in einer Urkunde erwähnt. Spätere Namensformen waren Clobern und Cleibern, 1291 wurde Cleebrunn erwähnt, im 15. Jahrhundert wurde daraus Cleebronn. Der Name wird darauf zurückgeführt, dass der vermutlich als Burgweiler der nahen Burg Niedermagenheim entstandene Ort in den Kleibern lag, also in einem nassen Wiesental, in dem es Lehm gab.
Im 13. Jahrhundert gehörten dem Kurfürstentum Mainz, also dem weltlichen Kurstaat (dem Erzstift Mainz, auch Kurmainz genannt), vom Kloster Lorsch übernommene Güter und Rechte rund um den Michaelsberg, mit denen die in Cleebronn ansässigen Herren von Magenheim belehnt wurden. Im 14. Jahrhundert (spätestens 1367) erwarb Württemberg etwa zwei Drittel des Ortes als Württembergisch Cleebronn; das restliche Drittel verblieb im Eigentum des Kurfürstentums Mainz als Mainzisch Cleebronn.

### Frühe Neuzeit
Mainzisch Cleebronn war im Laufe der Zeit mehrfach verpfändet, so 1727 an den kurmainzischen Oberhofmeister und Geheimen Rat Johann Philipp von Stadion (1652–1741). 1785 wurde der kurmainzische Ortsteil ebenfalls von Württemberg erworben, blieb aber kommunal selbständig.

### 19. Jahrhundert
Bei der Neugliederung des jungen Königreichs Württemberg am Anfang des 19. Jahrhunderts blieb die Zugehörigkeit des altwürttembergischen Teils von Cleebronn zum Oberamt Brackenheim bestehen. Der vormals kurmainzische Teil gehörte zum württembergischen Amt Bönnigheim und nach dessen Auflösung von März 1806 bis Oktober 1807 kurzzeitig zum Oberamt Besigheim, ehe auch dieser Teil dem Oberamt Brackenheim zugeordnet wurde.
Die beiden bis 1843 selbständig bleibenden Gemeinden, die durch einen Bachlauf voneinander getrennt waren, wurden seit 1811 Alt-Cleebronn (der altwürttembergische Teil) und Neu-Cleebronn (der neuwürttembergische, vormals kurmainzische Teil) genannt. Erst mit Wirkung vom 1. Januar 1844 wurden Alt-Cleebronn und Neu-Cleebronn zur neuen Gemeinde Cleebronn wiedervereinigt.

### 20. Jahrhundert
Bei der Kreisreform während der NS-Zeit in Württemberg gelangte Cleebronn 1938 zum Landkreis Heilbronn.
Kurz vor Ende des Zweiten Weltkriegs wurde Cleebronn am 7. April 1945 von französischer Artillerie schwer beschossen, wobei etwa 300 Granaten einschlugen. In der Nacht zogen die deutschen Truppen ab. Am nächsten Morgen wurde die Ortschaft von Soldaten der Französischen Armee eingenommen. Bei diesem Kampf wurden acht Gebäude völlig zerstört und sechs Einwohner getötet.
Nach Kriegsende wurde Cleebronn jedoch Teil der Amerikanischen Besatzungszone und gehörte somit zum neu gegründeten Land Württemberg-Baden, das 1952 im jetzigen Bundesland Baden-Württemberg aufging.

### Religionen

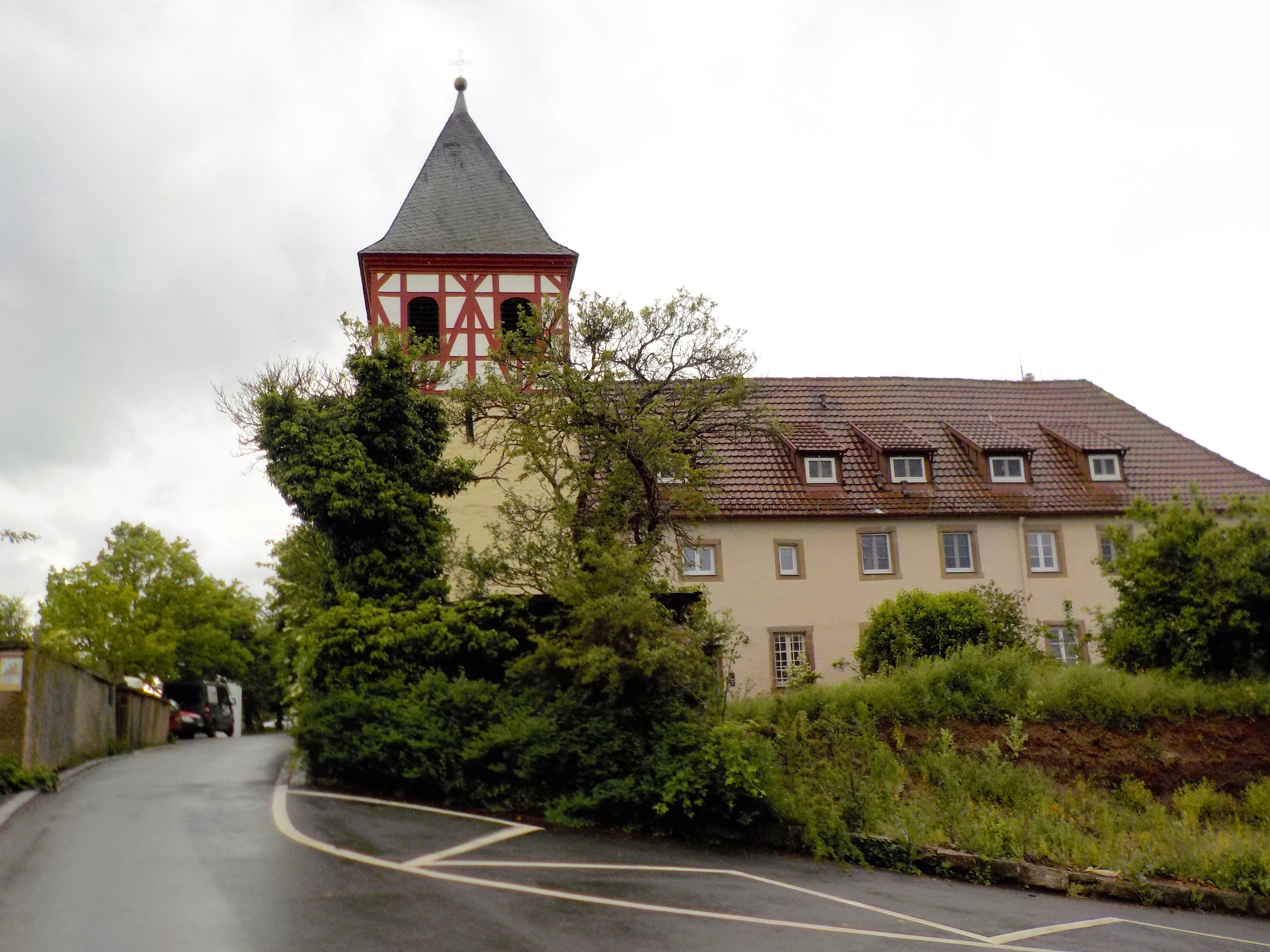
St. Michael auf dem Michaelsberg

Alt-Cleebronn mit der Raphaelskirche war ursprünglich eine Filialgemeinde von Botenheim und wurde 1480 zur selbstständigen Pfarrei erhoben, die im Zuge der Reformation in Württemberg 1534 reformiert wurde. Für die Einwohner von Mainzisch Cleebronn bestand eine eigene Liebfrauenkapelle, jedoch war der württembergische Pfarrer ab 1558 für beide Ortsteile zuständig. 1736 wurde Mainzisch Cleebronn nach Württembergisch Cleebronn eingepfarrt. Seit der Reformation ist der Ort überwiegend evangelisch geprägt. In Cleebronn gibt es eine evangelische Kirchengemeinde. Die katholischen Christen gehören zur katholischen Kirchengemeinde in Güglingen.

## Politik

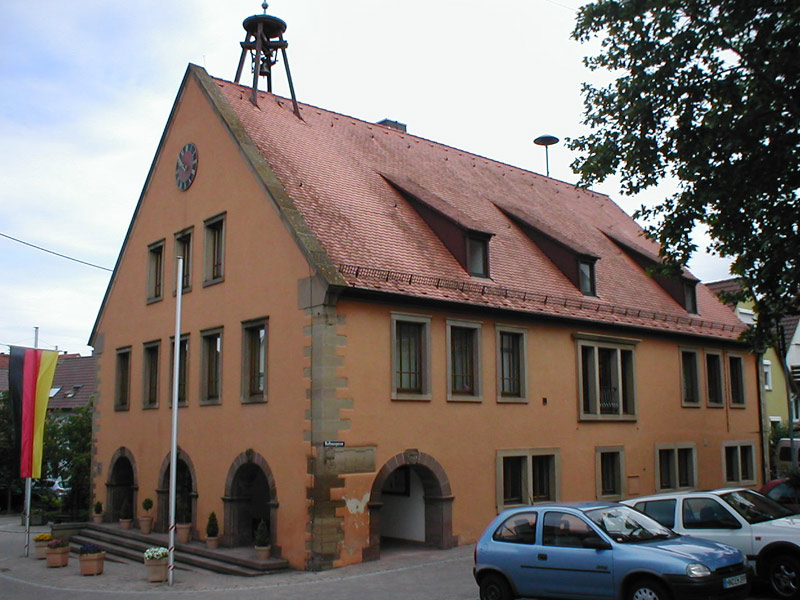
Rathaus

### Gemeinderat
Der Gemeinderat in Cleebronn hat vierzehn Mitglieder. Er besteht aus den gewählten ehrenamtlichen Gemeinderäten und dem Bürgermeister als Vorsitzendem. Der Bürgermeister ist im Gemeinderat stimmberechtigt. Die Kommunalwahl am 9. Juni 2024 führte zu folgendem vorläufigen Endergebnis. Die Wahlbeteiligung betrug 65,40 % (2019: 62,8 %).
| Partei/Liste                     | Stimmenanteil | Sitze | Ergebnis 2019    |
| -------------------------------- | ------------- | ----- | ---------------- |
| CDU                              | 35,89 %       | 5     | 34,07 %, 4 Sitze |
| pro cleebronn (PC)               | 28,06 %       | 4     | 27,0 %, 3 Sitze  |
| Freie Wählervereinigung          | 23,15 %       | 3     | 19,95 %, 3 Sitze |
| Arbeitsgemeinschaft Umwelt (AGU) | 12,89 %       | 2     | 18,98 %, 2 Sitze |

### Wappen und Flagge

Wappen Cleebronns

Die Blasonierung des Cleebronner Wappens lautet: In Silber unter einem sechsspeichigen roten Rad ein dreiblättriges grünes Kleeblatt. Die Flagge der Gemeinde ist Grün-Weiß.
Das Rad ist das Mainzer Rad von Kurmainz in umgekehrten Farben und erinnert an die jahrhundertelange Zugehörigkeit des Ortsteils Neu-Cleebronn zu Mainz. Das Kleeblatt ist das einer volksetymologischen Deutung des Ortsnamens entsprungene Fleckenzeichen Cleebronns und seit Beginn des 17. Jahrhunderts an Mauern, auf einem Markstein und im Kieserschen Forstlagerbuch von 1684 überliefert. Das erste Siegel des württembergischen Alt-Cleebronn ist in Abdrücken von 1651 und 1653 erhalten und zeigt als vollredendes Wappen einen Ziehbrunnen, der unten von drei Kleeblättern überdeckt ist, darüber eine rechtshin liegende Hirschstange als Verweis auf die württembergische Ortsherrschaft. Ein späteres Siegel, 1715 bis 1759 nachweisbar, zeigt nur ein Kleeblatt. Das Siegel des mainzischen Neu-Cleebronn von 1695 zeigt im Wappenschild das Mainzer Rad über einem Kleeblatt, über dem Schild Mitra und Krummstab. Im 19. Jahrhundert wurde das Wappen mit Mainzer Rad und Kleeblatt zum Wappen der 1843 aus Alt- und Neu-Cleebronn vereinigten Gemeinde; die im Vergleich zum Mainzer Rad umgekehrten Wappenfarben (rotes Rad auf Silber) wurden 1919 von der württembergischen Archivdirektion festgelegt. Am 25. April 1956 hat der Cleebronner Gemeinderat die Flaggenfarben Grün-Weiß angenommen.

## Kultur und Sehenswürdigkeiten

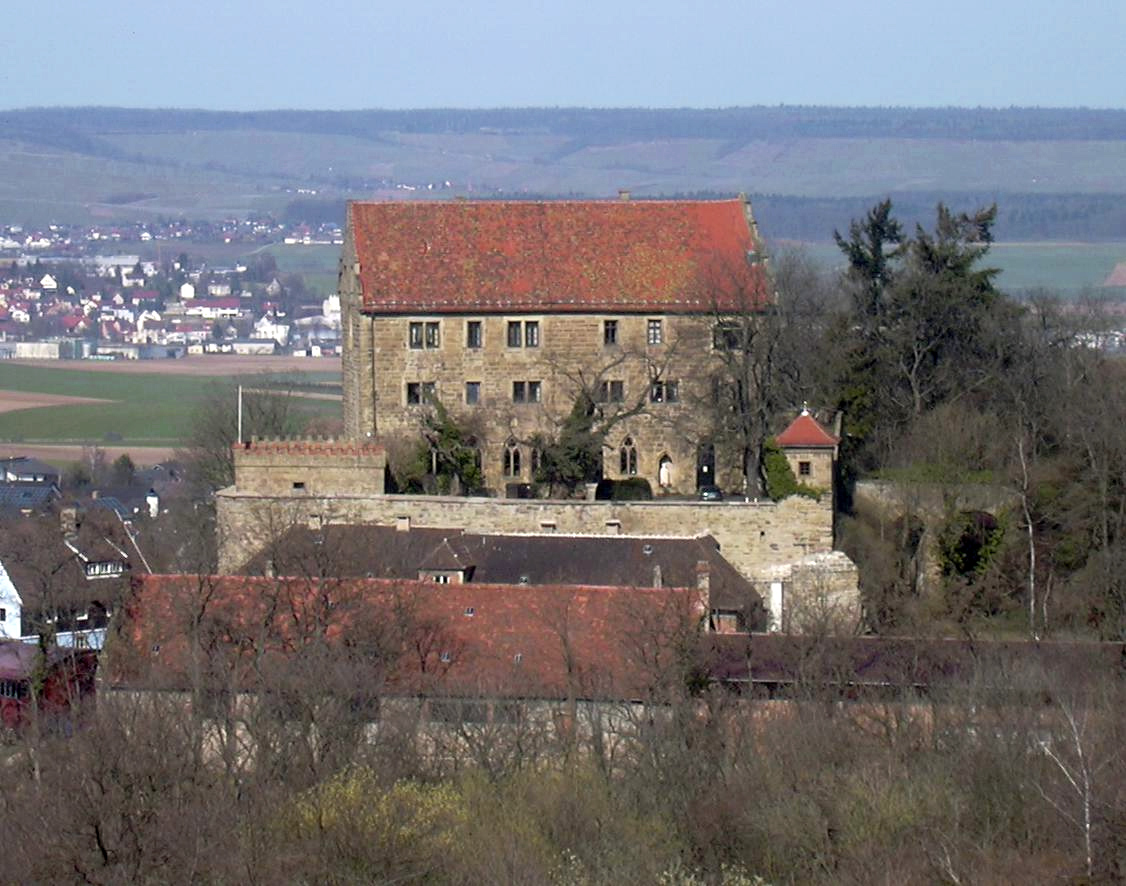
Schloss Magenheim

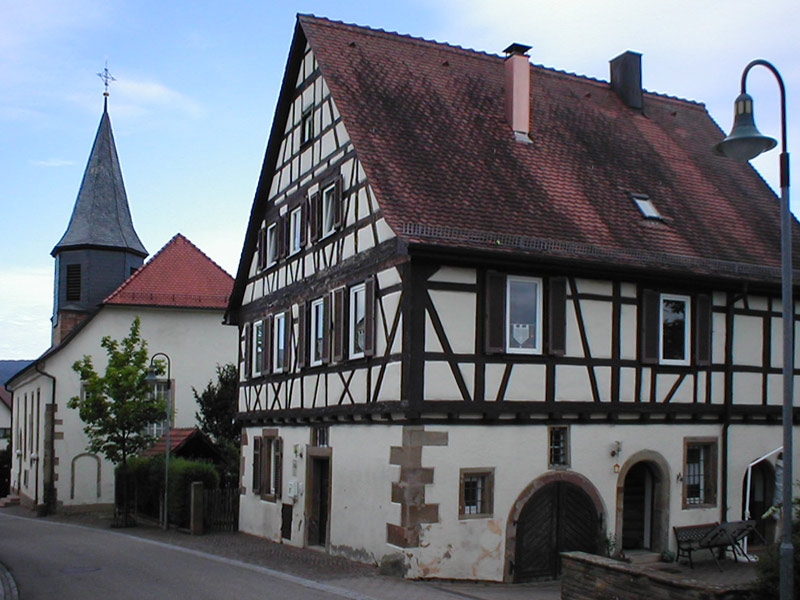
Raphaelskirche und Pfarrhaus

### Bauwerke
- Über dem Ort auf einer Anhöhe liegt das Schloss Magenheim, eine staufische Burganlage von ca. 1230/1250, der ehemalige Sitz der Herren von Magenheim.
- Die evangelische Raphaelskirche weist frühgotische Gebäudeteile auf. Im Inneren wurde die Kirche vielfach umgestaltet, ihr heutiges Erscheinungsbild erhielt sie durch eine umfassende Renovierung 1992. Nahe der Kirche befindet sich das alte Pfarrhaus.
- Das heutige Rathaus wurde 1736 erbaut und mehrfach umgestaltet. An der Außenfassade sind mehrere Neidfratzen angebracht, die Neid aus dem Haus fernhalten sollen.
- Das Bürgerhaus wurde 1902 als Schule an der Stelle des alten Rathauses erbaut. Der Schulbetrieb im Gebäude endete 1994, bis 1997 wurde es modernisiert.
- Die Kelter des Ortes datiert von 1907 und war damals die größte Kelter Württembergs. Sie dient heute für Feierlichkeiten und Vereinszwecke.
- Das Backhaus wurde 1930 erbaut und 1985 saniert, es beinhaltet zwei funktionstüchtige Backöfen.
- Die evangelisch-methodistische Christuskirche wurde 1958 eingeweiht.
- Auf dem Michaelsberg befinden sich die spätromanische Kirche St. Michael und ein Kapuziner-Hospiz von 1739 (heute katholisches Jugendhaus).
- Der Weiler Katharinenplaisir ist ein barockes Hofgut, das 1733 vom Bönnigheimer Amtmann Grimm erbaut und nach dessen Frau benannt wurde.
- Auf lokaler Gemarkung liegt der mit einer Höhe von 472 m über NN höchste, gleichzeitig aber namenlose Berg des Stromberg-Hauptrückens. Auf ihm wurde 1969 der zwischenzeitlich denkmalgeschützte, 125 m hohe Fernmeldeturm Brackenheim 1 errichtet.
- Heimatmuseum „Trillarium“ in der Altweibermühle[6]

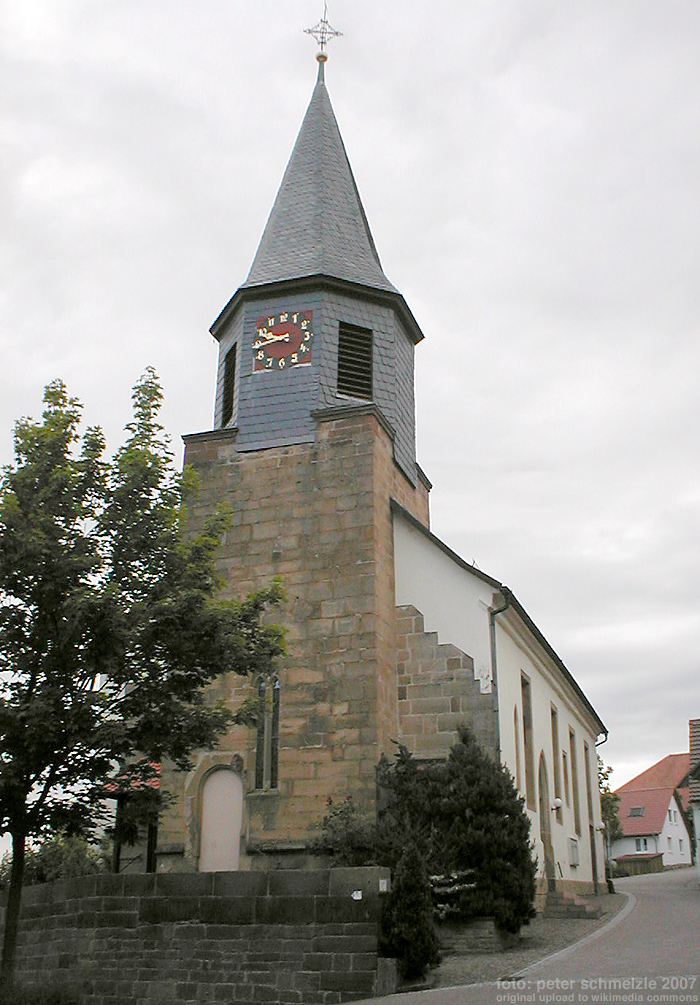
Raphaelskirche
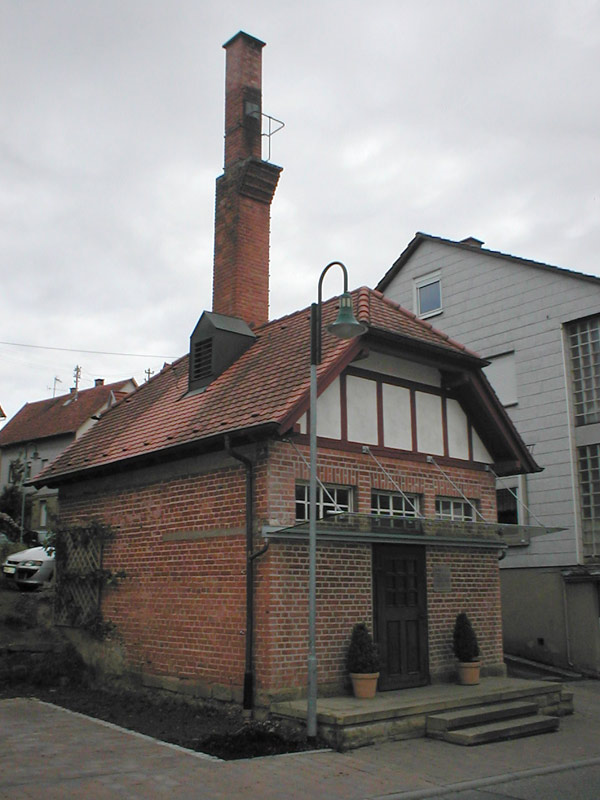
Backhaus von 1930
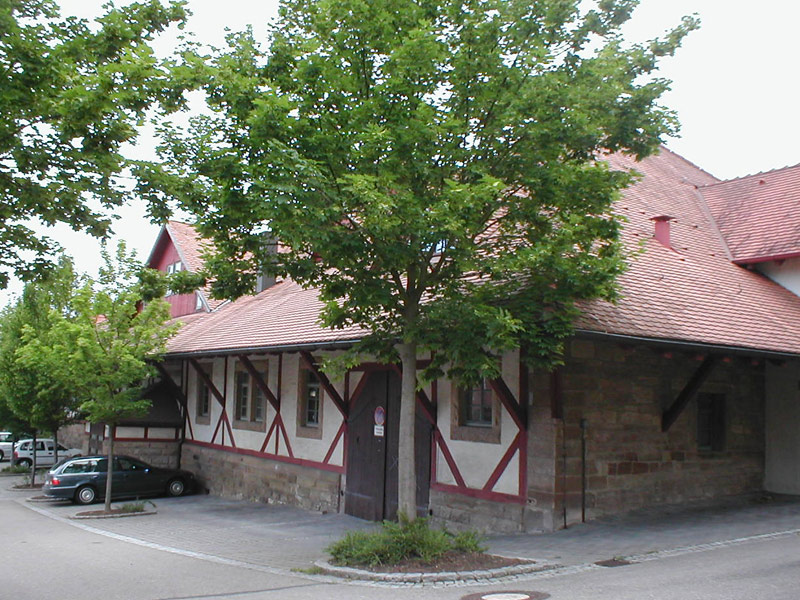
Kelter von 1907

## Wirtschaft und Infrastruktur

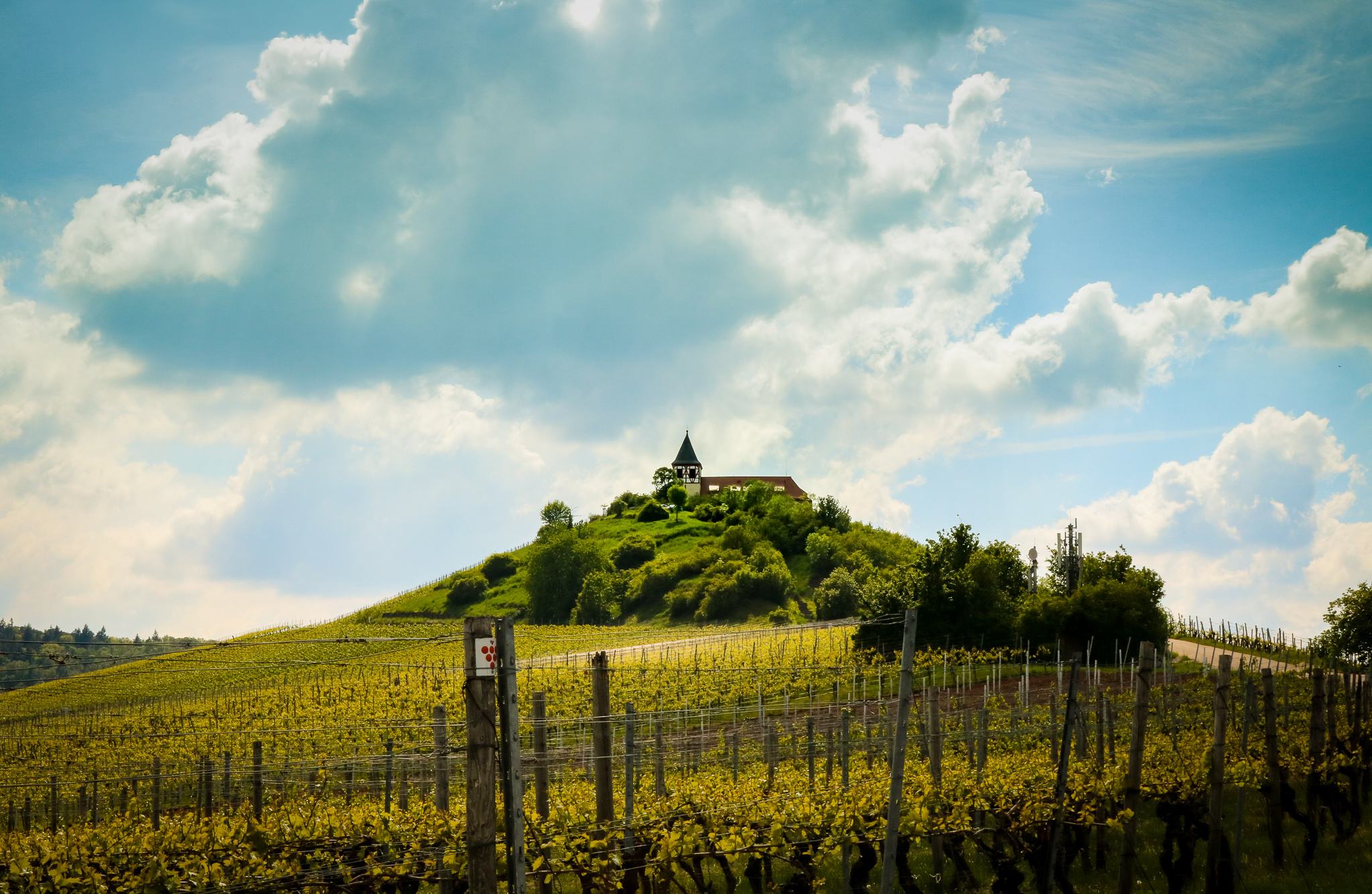
Blick auf den Michaelsberg von Osten

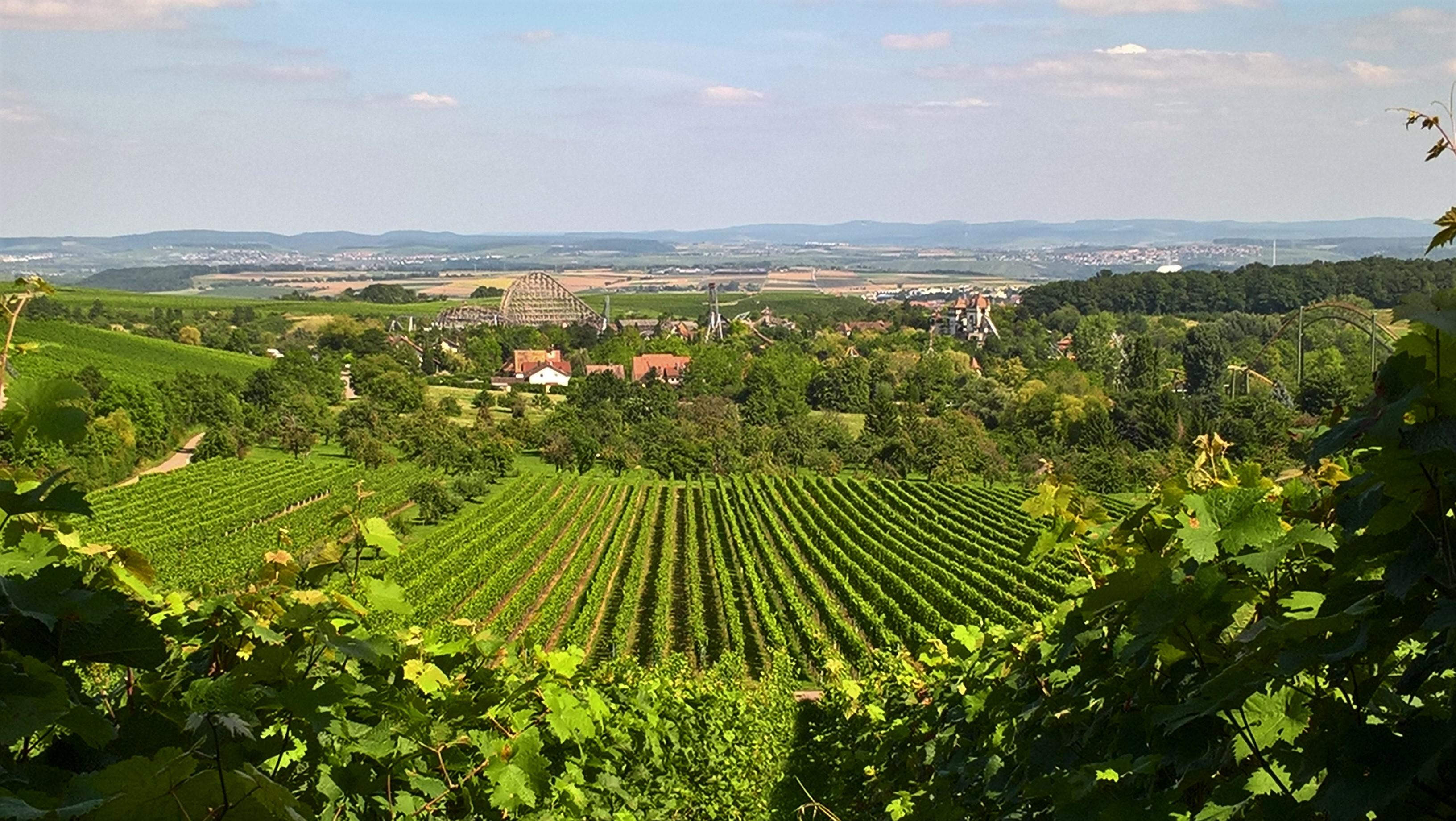
Blick vom Michaelsberg auf den Weiler Treffentrill und den Freizeitpark Tripsdrill

### Weinbau
Am Michaelsberg wird seit über 1200 Jahren Weinbau betrieben. Die Lagen gehören zur Großlage Heuchelberg im Bereich Württembergisch-Unterland. Angebaut werden die für Württemberg typischen Rebsorten wie Lemberger, Trollinger, Riesling und Kerner. Die meisten Weingärtner sind der Weingärtnergenossenschaft Weingärtner Cleebronn-Güglingen eG angeschlossen. Weitere Weingüter sind das Weingut Storz und das Weingut Ranspacher Hof.

### Verkehr
Anschlüsse an das Fernstraßennetz bestehen in Lauffen am Neckar und Kirchheim am Neckar (B 27). Der öffentliche Nahverkehr im Verkehrsverbund H3NV wird von Bussen gewährleistet. Anschluss an das Schienennetz besteht ebenfalls in Lauffen am Neckar und Kirchheim am Neckar (Frankenbahn). Die 1896 von Lauffen am Neckar bis Güglingen eröffnete Zabergäubahn (1901 bis Leonbronn verlängert) schloss Cleebronn über den Bahnhof Frauenzimmern-Cleebronn in Frauenzimmern an das Eisenbahnnetz an. Die Strecke wurde 1986 im Personenverkehr und 1995 im Güterverkehr stillgelegt. Entworfene Pläne, die Strecke als Bestandteil des Heilbronner Stadtbahnnetzes bis 2011 wieder zu reaktivieren, wurden seit 2006 jedoch wegen fehlender finanzieller Mittel nicht weiter verfolgt.

### Ansässige Unternehmen
Ein bekanntes Cleebronner Unternehmen ist die Zink Feuerwerk GmbH, die Feuerwerkskörper herstellt. Das Unternehmen wurde 1949 von Paul Zink gegründet, der zuvor bei der von 1884 bis 1992 ebenfalls in Cleebronn bestehenden Explosivstofffabrik Depyfag tätig war. Das Unternehmen ist einer der letzten deutschen Feuerwerkshersteller und produziert mit rund 20 Mitarbeitern neben Raketen für Silvester überwiegend Großfeuerwerk, das bei zahlreichen Festen im Heilbronner Raum zum Einsatz kommt, und pyrotechnische Munition für Kunden in aller Welt. Sowohl der Unternehmensgründer Paul Zink als auch sein Sohn und Nachfolger Walter Zink wurden zu Ehrenbürgern Cleebronns ernannt.

### Medien
Über das Geschehen in Cleebronn berichtet die Tageszeitung Heilbronner Stimme in ihrer Ausgabe W, Landkreis West.

### Bildung
Die Friedrich-Hölderlin-Grundschule in Cleebronn wird als zweizügige Grundschule betrieben. Weiterführende Schulen befinden sich in den Nachbarorten. Daneben gibt es zwei Kindergärten in Trägerschaft der evangelischen Kirche. 2018 wurde ein weiterer, kommunaler Kindergarten eröffnet.
Cleebronn verfügt auch über eine kleine Bücherei im Bürgerhaus Alte Schule. Darüber hinaus unterhält die Volkshochschule Unterland in Cleebronn eine Außenstelle.

### Freizeit

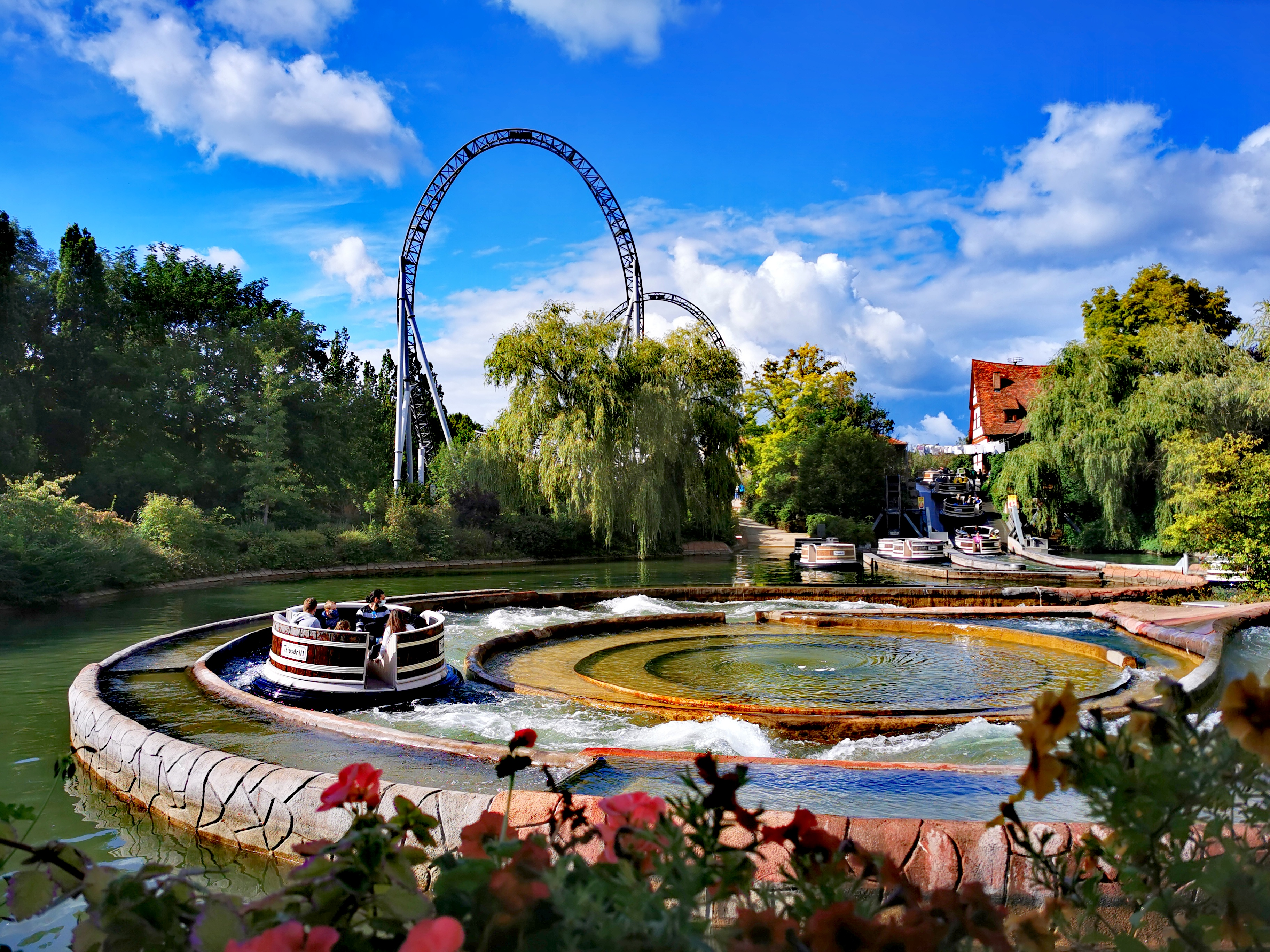
Erlebnispark Tripsdrill

Am Fuße des Michaelsbergs befindet sich der Weiler Treffentrill mit dem Erlebnispark Tripsdrill. Angeschlossen ist das Wildparadies Tripsdrill. Auf einer Fläche von 77 ha sind etwa 100 Attraktionen, zoologische Anlagen und Museen zu finden. In der Nähe von Tripsdrill befindet sich die Tennisanlage des Tennisclub Cleebronn mit fünf Sandplätzen sowie einem Beachvolleyballfeld.

## Persönlichkeiten

### Ehrenbürger
- 1912: Immanuel Böhringer (1852–1917), Gutsbesitzer und Gemeinderat
- 1929: Wilhelm Fischer (1859–1949), Unternehmer und Gemeinderat
- 1931: Gustav Bender (1859–1943), Stifter
- 1967: Eugen Trefz (1902–1983),[10] Altbürgermeister
- 1974: Paul Zink (1904–1980), Unternehmer
- 1989: Gerhard Aßfahl (1904–2007), Heimatforscher
- 2004: Walter Zink (1934–2019), Unternehmer[11]
- Rolf Streicher (* 1939), Altbürgermeister[12]

### Söhne und Töchter der Gemeinde
- Maria Gottliebin Kummer, genannt Kummerin (1756–1828), radikalpietistische Visionärin
- Sigismund Wilhelm Koelle (1820–1902), Missionar und Sprachforscher
- Carl Krauch senior (1853–1934), Chemiker
- Richard Lörcher (1907–1970), Posaunenwart der evangelischen Kirche, Kirchenlieddichter und Komponist
- Rose Götte (* 1938), Journalistin, Erziehungswissenschaftlerin und Politikerin (SPD)
- Albrecht Müllerschön (* 1957), Autor